# Söndagsskola
Söndagsskola är ett forum för undervisning i bibelkunskap och kristen tro, erbjuden av kyrkor och församlingar på söndagar.

## Historia

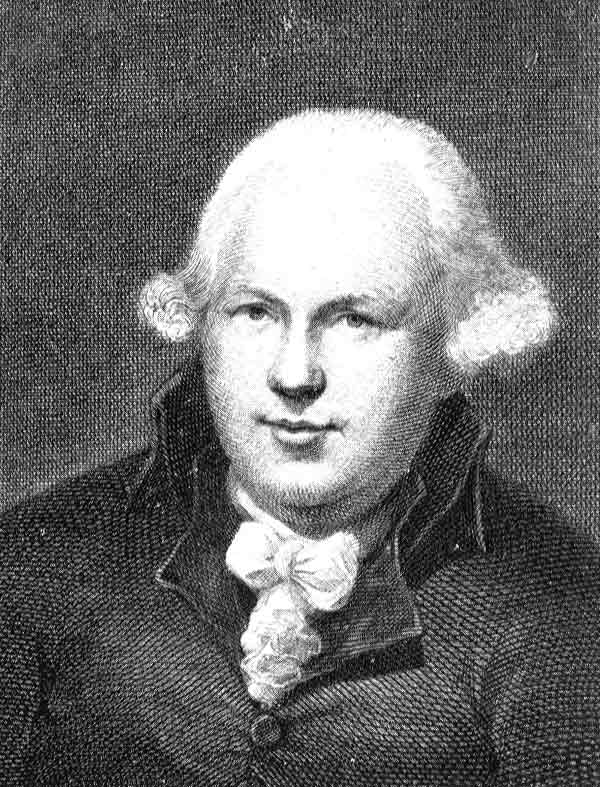
Robert Raikes

Den första egentliga söndagsskolan startades 1780 i Gloucester av den engelske boktryckaren och tidningsredaktören Robert Raikes (1735-1811), som bland annat ville förhindra att barn från slummen hamnade i kriminalitet. Det stora intresse som detta väckte genom de tidningsartiklar som han publicerade om detta, ledde till att många söndagsskolor startades i England, där de i likhet med i USA med tiden blev mycket vanliga.

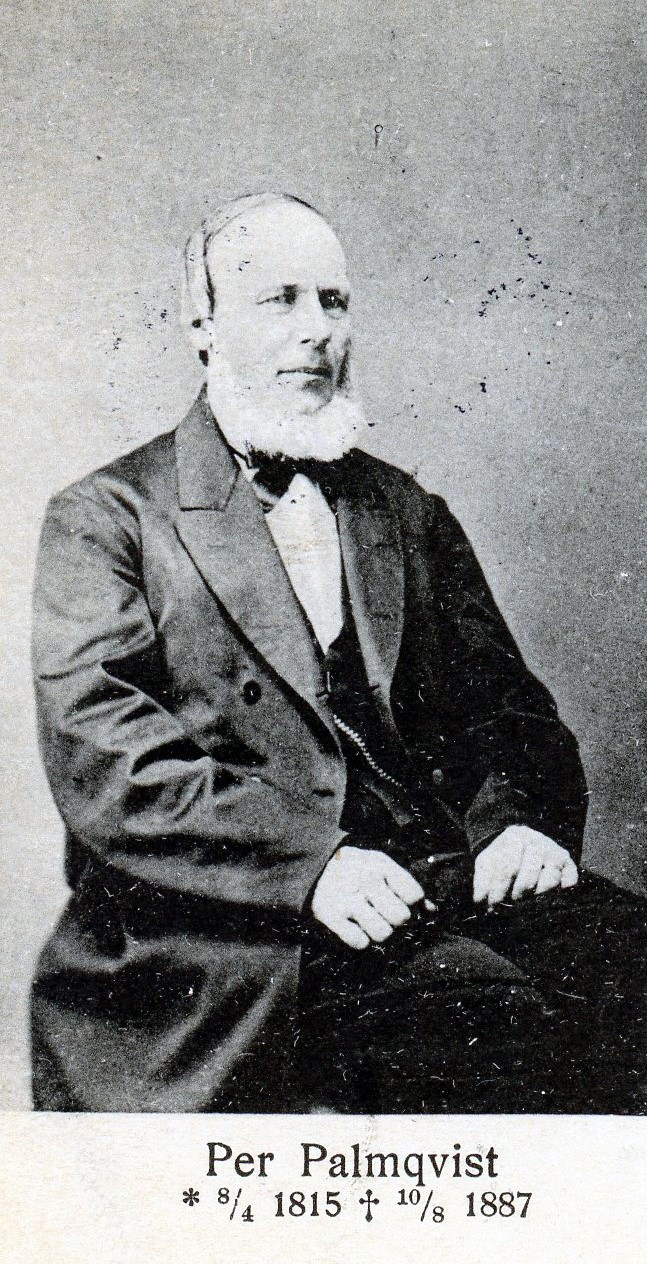

I Sverige startade den första dokumenterade söndagsskolan 1826 i Snavlunda församling, och var fortfarande verksam under pastor Lennart Sickeldals tid på 1950-talet. I större utsträckning började söndagsskolor bedrivas under 1850-talet, detta sedan Per Palmqvist 1851 hade grundat den första svenska söndagsskolan inom baptiströrelsen, och efter en tid fick söndagsskolorna en stor omfattning. Samma sak gällde i Finland, mer än i de övriga nordiska länderna.
I slutet av 1800-talet och fram till cirka 1930 gavs det ut åtskilliga sångböcker för söndagsskolornas verksamheter inom olika samfund. Omfattande revideringar och utökningar skedde kontinuerligt och det totala antalet olika söndagsskolsångböcker fram till dags dato är mycket svårt att fastställa.

## Modern tid
Den svenska söndagsskoletraditionen riktar sig i första hand till barn och ibland tonåringar och har i modern tid allt oftare kommit att ligga parallellt med gudstjänsten, så att barnen deltar i gudstjänstens inledning för att sedan, tillsammans med söndagsskollärarna och några föräldrar för de yngsta barnen, gå till söndagsskolan. Ibland kallas söndagsskolan exempelvis Barnens gudstjänst.

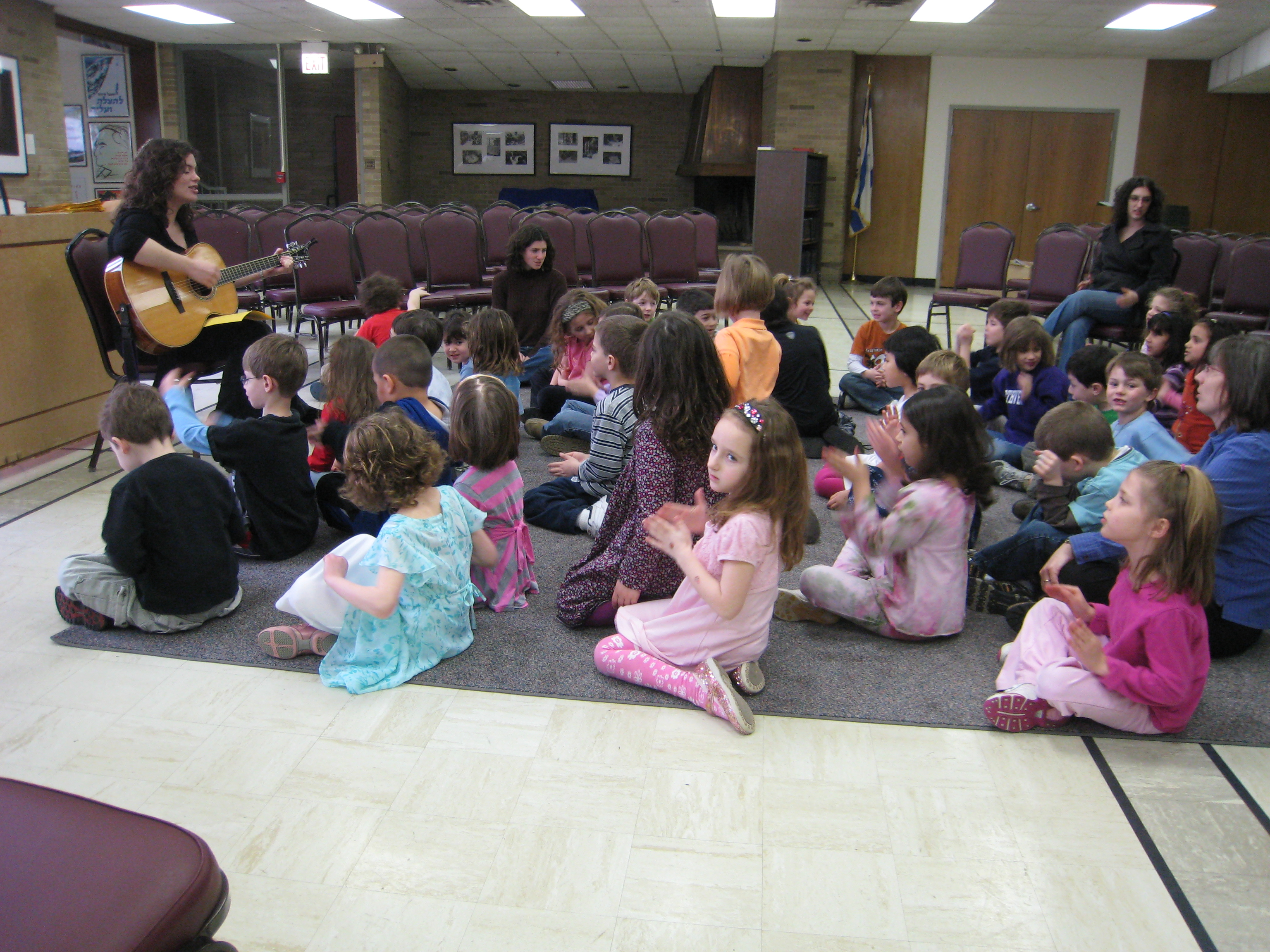
Söndagsskola för barn i Chicago (2008).

I amerikansk tradition är det vanligt att erbjuda söndagsskola för alla åldrar, även vuxna, som en form av seminarier före gudstjänsten. Även denna tradition finns representerad i Sverige, inte minst inom amerikanskt influerade frikyrkosamfund.